# Kelle
Kelle è un comune rurale del Niger facente parte del dipartimento di Goure nella regione di Zinder.